# ルドルフ・シェーンハイマー

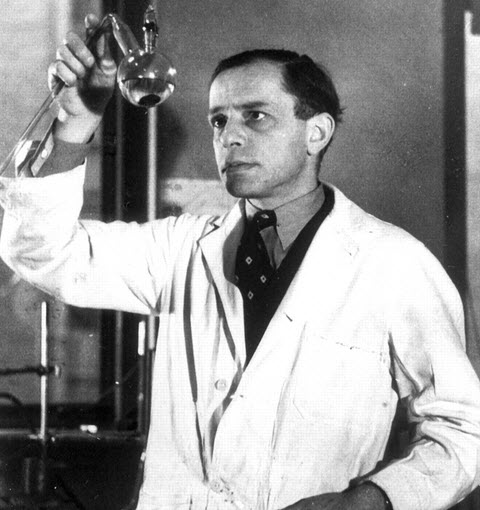
Rudolf Schönheimer

ルドルフ・シェーンハイマー（米:Rudolph Schoenheimer、1898年5月10日 - 1941年7月11日）は、ドイツ生まれのアメリカ合衆国の生化学者。代謝回転の詳細な調査を可能にする、同位体を用いた測定法を開発した。

## 生涯
ドイツのベルリンで生まれ、ベルリン大学医学部を卒業。その後、ライプツィヒ大学、フライブルク大学で生化学の教鞭を執った。
1933年にコロンビア大学に移り、生物化学部門に参加する。ハロルド・ユーリーの研究室の研究者やコンラート・ブロッホと共に、安定同位体を使用して生物が摂取するエサをマークし、生体内での代謝を追跡する方法を確立した。
さらにコレステロールが動脈硬化症の危険因子であることを発見する。
1941年、シアン化合物で自殺。